# Apsjeron

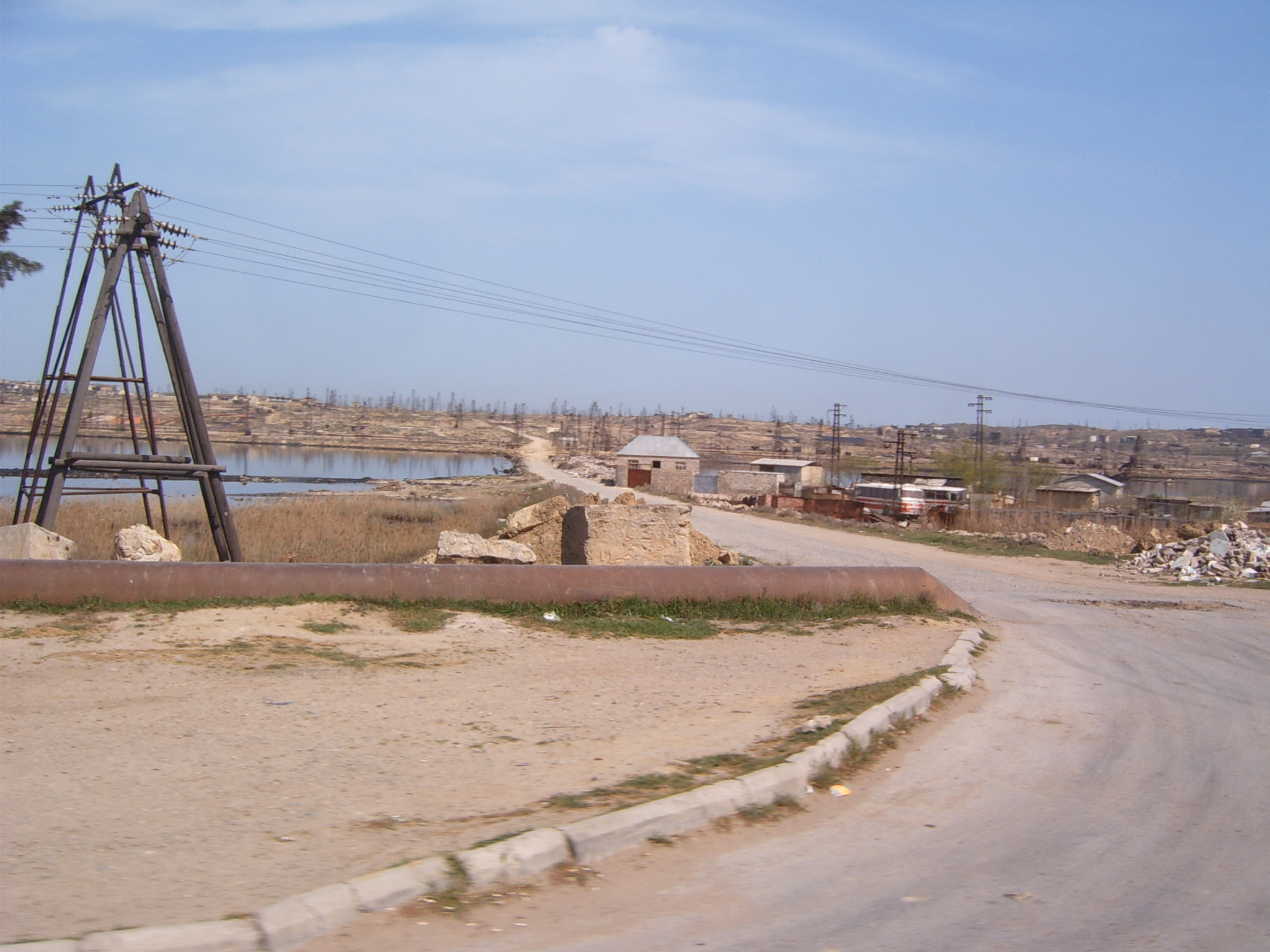
Oljefält vid Baku

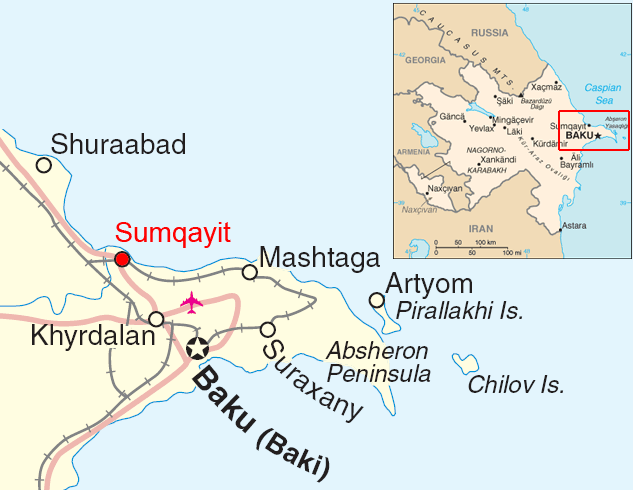
Karta över Apsjeron.

Apsjeron (på azerbajdzjanska Abşeron, av persiska آبشوران, Abshuran, ungefär "platsen med det salta vattnet") är en halvö i Azerbajdzjan på Kaspiska havets västra kust på vilken städerna Baku och Sumgjajet ligger. Den sträcker sig cirka 60 kilometer österut från kusten och når en bredd på 30 kilometer. 
Apsjeron är känd för att ha många fyndigheter av naftakällor och asfalt, samt gyttjevulkaner. Där finns också vätgaslågor som bryter fram ur jorden ("den eviga elden") och varit föremål för dyrkan av parser.
Halvön är extremt industrialiserad och anses vara ett av de mest ekologiskt förstörda områdena i världen. Både luft, jord och vatten är förorenade. Jordföroreningarna består av oljespill, DDT (som använts som insektsbekämpningsmedel) och andra gifter som använts i bomullsodlingarna.